# Barra Funda (São Paulo)
 (décembre 2021).
Si vous disposez d'ouvrages ou d'articles de référence ou si vous connaissez des sites web de qualité traitant du thème abordé ici, merci de compléter l'article en donnant les références utiles à sa vérifiabilité et en les liant à la section « Notes et références ».
Barra Funda est un district situé dans la région ouest de la ville de São Paulo, avec 5,6 km2 de superficie. Malgré la petite superficie, le district a sur son territoire le terminus Barra Funda, la cour de l'école de samba Camisa Verde e Branco, le Mémorial de l'Amérique latine, le stade Allianz Parque, appartenant au club de football Palmeiras, les centres d'entraînement de ce club et du São Paulo F.C., des bâtiments d'affaires tels que de la PricewaterhouseCoopers et les studios de la RecordTV.
Située dans une zone de plaine au sud de la rivière Tietê, traversée depuis le XIXe siècle par deux chemins de fer (Santos-Jundiaí et Sorocabana), elle fut pendant de nombreuses années une région à vocation industrielle. C'est maintenant devenu un quartier de classe moyenne et de petits bureaux. À sa limite se trouvent le Parc Fernando Costa (Parc d'Água Branca) et la gare routière de Barra Funda, qui fonctionne avec la station terminale de la ligne 3 - Rouge du métro de São Paulo.
Elle a été dépeinte dans l'œuvre d'Alcântara Machado Brás, Bexiga e Barra Funda, qui traite de la vie quotidienne des classes prolétariennes de la ville de São Paulo dans la première moitié du XXe siècle.

## Histoire
Vers 1850, la région qui correspond actuellement à Barra Funda faisait partie de l'ancienne Ferme Iguape, propriété d'Antônio da Silva Prado, le baron d'Iguape. Cette ferme, après avoir été divisée en lots, a donné naissance à plusieurs fermes, dont Chácara do Carvalho, appartenant au Conseiller Antônio Prado, petit-fils du Baron d'Iguape, et qui deviendra plus tard maire de la municipalité de São Paulo. L'importance de la famille et la grandeur de ces terres peuvent être exprimées par le fait que le conseiller Prado a engagé Luigi Puci, responsable du projet du Musée du Ipiranga, pour concevoir la maison siège de la ferme. Des années plus tard, la ferme a également été divisée en lots et sa Maison siège a été acquise par l'Institut d'éducation Bonni Consilii (qui est toujours situé sur le site). Les autres aires attribuées ont donné naissance au quartier de Barra Funda et à une partie des actuels districts de Casa Verde et Freguesia do Ó.

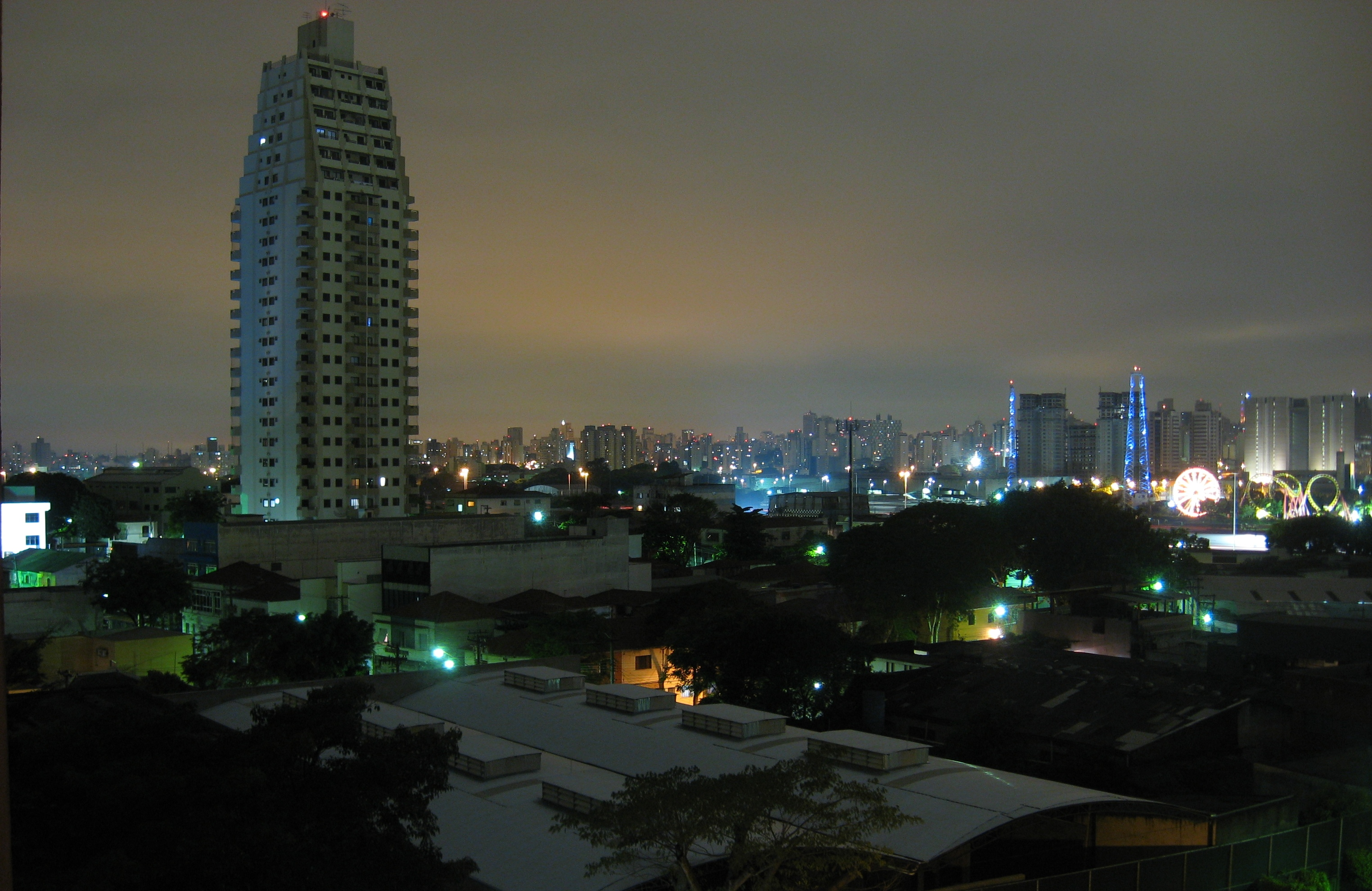
Vue sur le quartier de Casa Verde et Barra Funda à l'horizon.

Peu de temps après la subdivision de la région, les premiers à peupler la région furent les Italiens. Ils travaillaient dans des scieries et des ateliers mécaniques, principalement pour servir la population du quartier d'élite voisin de Campos Elísios. Beaucoup ont également travaillé sur le chemin de fer qui sera inauguré à la fin de ce siècle.
Le plus grand développement de la région a eu lieu après l' inauguration de la gare de Barra Funda d'Estrada de Ferro Sorocabana, en 1875, fonctionnant comme débouché pour la production de café à São Paulo et aussi comme entrepôt pour les produits qui ont été transportés du port de Santos à l'intérieur. Cela a favorisé l'augmentation de la population et l'occupation de la région et de ses environs, qui s'est intensifiée avec la création, en 1892, de la gare du São Paulo Railway, inauguré près de Sorocabana, précisément là où se trouve actuellement le viaduc de l'avenue Pacaembu. La croissance démographique de la région apportée par le chemin de fer lui a permis de commencer à transporter, à partir de 1920, non seulement des marchandises mais aussi des voyageurs. À partir du XXe siècle, la population noire a commencé à peupler la région, changeant la caractéristique essentiellement italienne de Barra Funda.

Avenue Água Branca, actuelle Avenue Francisco Matarazzo, années 1920. Archives nationales.

Le premier tramway électrique de São Paulo a été lancé le 7 mai 1902, reliant Barra Funda à Largo São Bento. Sur cet itinéraire, il a traversé les rues Barra Funda et Brigadeiro Galvão, jusqu'à son dernier arrêt, dans la rue Anhanguera.

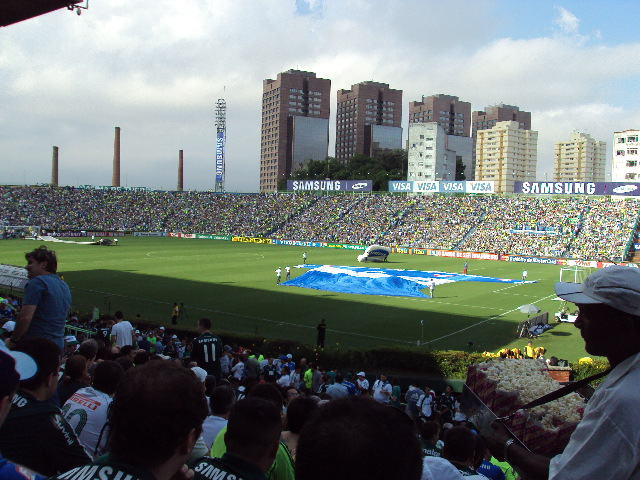
Le stade Palestra Itália, situé à Água Branca.

Ce développement commercial du quartier, allié à la grande facilité de transport et à la proximité des élitistes quartiers d'Higienópolis et de Campos Elísios, a conduit une partie de l'industrie de São Paulo et de l'élite du café à s'installer dans cette région au sud du quartier, entre la voie ferrée et les rives de la Tietê. Un autre facteur qui a contribué au développement de Barra Funda était la proximité du parc industriel de Indústrias Reunidas Francisco Matarazzo, installé dans le quartier voisin d'Água Branca, en 1920. Les industries Matarazzo employaient une grande partie de la population de la région, ainsi qu'une grande partie de la ville, et étaient à la base du célèbre « Empire Matarazzo », qui s'affaiblit jusqu'à sa disparition dans les années 1980.
Le développement de la région est fortement ébranlé par la crise de 1929, qui entraîne la fermeture des industries et le déplacement des élites de la région, abandonnant leurs grandes maisons (certaines deviennent plus tard des logements). Fondamentalement, l'industrie artisanale est restée, avec des ateliers, de la menuiserie, des scieries ou des industries alimentaires et textiles de petite taille.

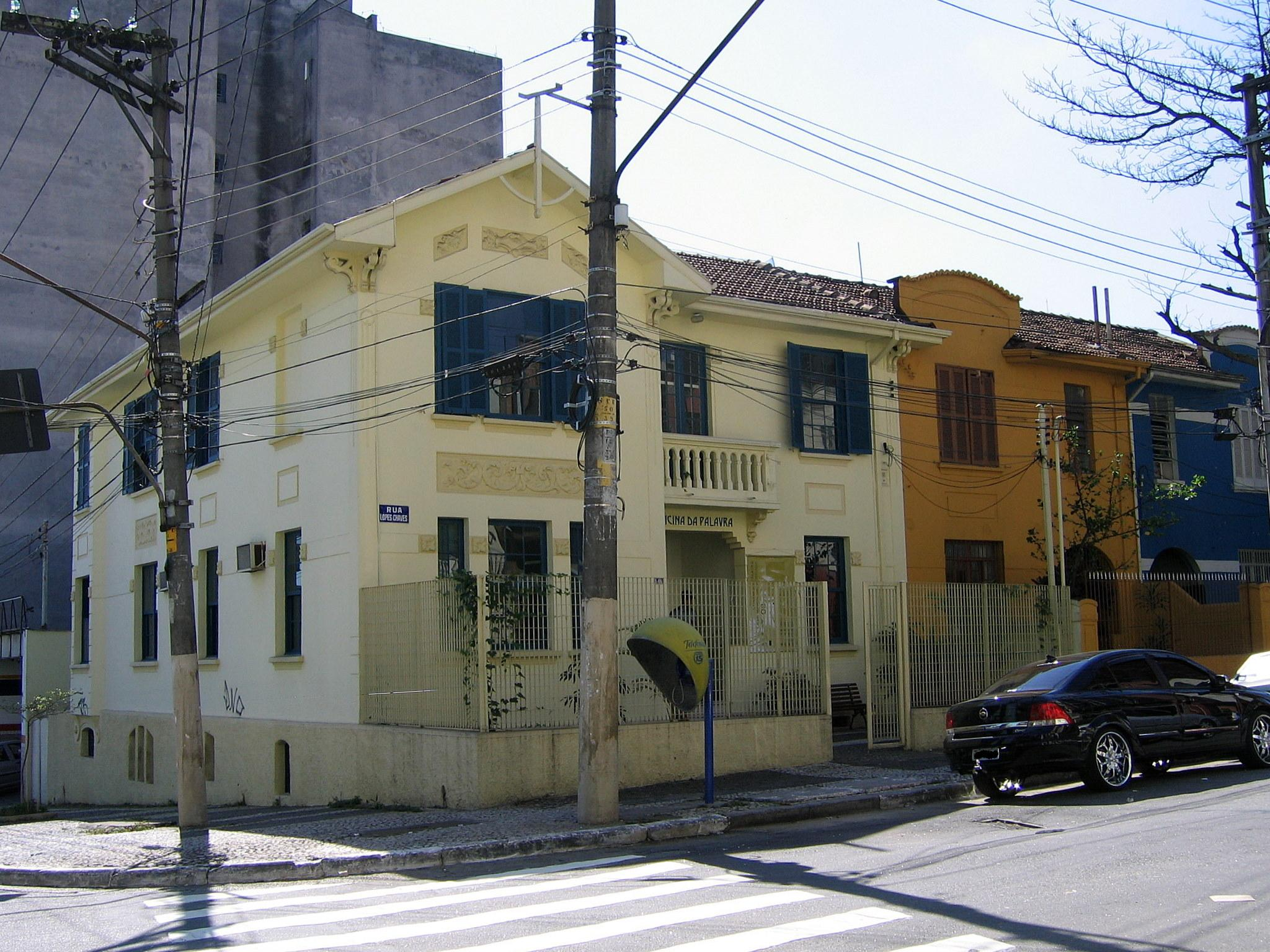
Ancienne résidence de l'écrivain Mário de Andrade.

Malgré les difficultés apparentes, c'est à cette époque que Barra Funda connaît une période de grande manifestation culturelle. Le quartier a exposé de grandes personnes de São Paulo au pays, comme Mário de Andrade, qui est né et a vécu dans le quartier, qui conserve encore son ancienne résidence. En 1917, le théâtre São Pedro est inauguré. Trois ans plus tard, le Palestra Itália de São Paulo a acheté un terrain sur lequel a été construit le stade Palestra Itália, appartenant au club qui en 1942 changera son nom en Sociedade Esportiva Palmeiras.

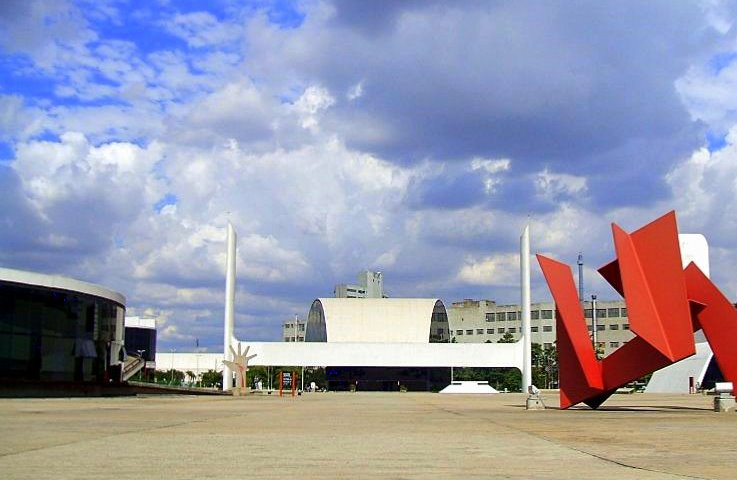
Le Mémorial de l'Amérique latine, construit par Oscar Niemeyer.

Barra Funda a également été le théâtre de la création du plus ancien cordon de carnaval de la ville : le Grupo Carnavalesco Barra Funda. Le groupe a été persécuté par la pression du président Getúlio Vargas, qui a confondu l'association car ils portaient des chemises vertes et des pantalons blancs, les mêmes couleurs que l'action Intégraliste de Plínio Salgado. Enfin, elle a changé de nom en 1953 pour devenir le cordon Camisa Verde e Branco, devenant plus tard une école de samba en 1972, gagnant 9 fois le carnaval de São Paulo et conservant son siège dans le quartier.
À partir des années 1970, la migration des gens du Nord-Est brésilien vers la région a commencé et l'activité industrielle, autrefois l'une des grandes forces de Barra Funda, a considérablement diminué. Cette situation n'a commencé à changer qu'à la fin de la décennie suivante, avec la construction du terminus intermodal Barra Funda, l'un des plus grands du pays et d'importance similaire au terminus Tietê, car il rassemblait tous les types de transports en commun existants dans la capitale de São Paulo : métro (avec l'inauguration de la station terminale de la ligne 3 - Barra Funda), trains des anciennes lignes Sorocabana et Santos-Jundiaí, ainsi que des bus pour les déplacements municipaux, interurbains et internationaux. Cette même année (1989) fut achevée la construction du Mémorial de l'Amérique latine, un grand rédut culturel inauguré sur l'ancien Largo da Banana et conçue par l'architecte Oscar Niemeyer.

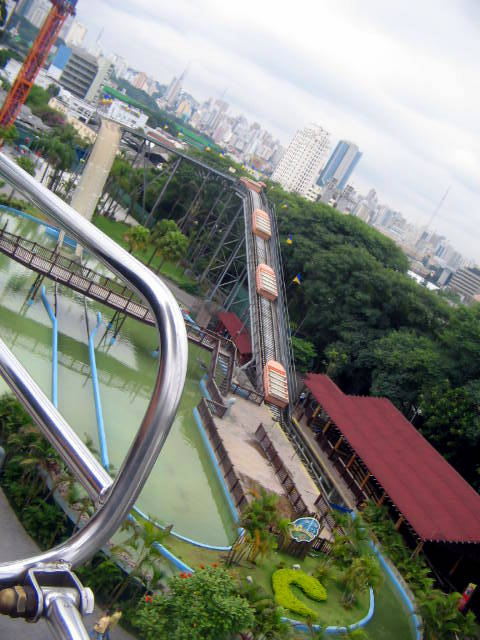
Vue sur le Playcenter et une partie du quartier.

De tels travaux ont apporté un nouveau développement à la région, avec la revitalisation d'immeubles anciens, de nouveaux établissements commerciaux et même l'installation des studios de la Rede Record de télévision, la plus ancienne du pays en activité, en 1995. Avant, ils étaient occupés par l'éteinte TV Jovem Pan. Le district abrite également le Playcenter depuis 1973, le plus grand parc d'attractions de la ville. Dans ce quartier, les forums Rui Barbosa et Criminal Mário Guimarães sont également situés, en plus d'abriter le nouveau siège de la ederação Sergipana de Futebol, Fédération paulista de football (pt). La FPF, anciennement, était situé à l'avenue Brigadeiro Luiz Antônio, au centre-ville de la capitale.
En 2006, le gouverneur de l'époque Cláudio Lembo a autorisé le changement de nom de la station de métro « Barra Funda » en Palmeiras-Barra Funda, après plusieurs demandes de fans, en suivant la ligne de l'ancienne station Corinthians-Itaquera, de la station Portuguesa-Tietê et de la station de la ligne 4 du métro, São Paulo-Morumbi.

## Résidents et ex-résidents
- Inezita Barroso (1925 - 2015), bibliothécaire, enseignante, chanteuse, actrice, instrumentiste, folkloriste, animatrice de radio et de télévision
- Mário de Andrade (1893 - 1945), poète, romancier, critique d'art, musicologue

## Districts limitrophes
- Casa Verde, Limão et Freguesia do Ó (Nord)
- Lapa (Ouest)
- Santa Cecilia et Bom Retiro (Est)
- Perdizes (Sud)